# 迩字泡
迩字泡是一个位于中国吉林省乾安县的湖泊，面积约为3.5平方千米，平均水深约为0.4米。